# Стреків
Стре́ків — село в Україні, у Вовковинецькій селищній громаді Хмельницького району Хмельницької області. Населення становить 62 особи.

## Відомі уродженці
Каспрук Арсен Арсенович (1919–1982) — український письменник і вчений-літературознавець. Дослідник класичної української поезії.